# Lista över Kongo-Brazzavilles presidenter
Detta är en lista över Kongo-Brazzavilles statsöverhuvuden.
| #                                               | Portrait      | Nom                           | Mandat           | Mandat           | Appartenance politique |
| #                                               | Portrait      | Nom                           | Date de début    | Date de fin      | Appartenance politique |
| ----------------------------------------------- | ------------- | ----------------------------- | ---------------- | ---------------- | ---------------------- |
| République du Congo de 1960                     |               |                               |                  |                  |                        |
|                                                 |               | Fulbert Youlou                | 15 août 1960     | 15 août 1963     | UDDIA                  |
|                                                 |               | David Moussaka                | 15 août 1963     | 16 août 1963     | Militaire              |
|                                                 |               | Félix Mouzabakani             | 15 août 1963     | 16 août 1963     | Militaire              |
|                                                 |               | Alphonse Massemba-Débat       | 16 août 1963     | 3 août 1968      | MNR                    |
|                                                 |               | Augustin Poignet              | 3 août 1968      | 4 août 1968      |                        |
|                                                 |               | Alphonse Massemba-Débat       | 4 août 1968      | 4 septembre 1968 | MNR                    |
|                                                 |               | Marien Ngouabi                | 4 septembre 1968 | 5 septembre 1968 | Militaire              |
|                                                 |               | Alfred Raoul                  | 5 septembre 1968 | 1 janvier 1969   | Militaire              |
|                                                 |               | Marien Ngouabi                | 1 janvier 1969   | 3 janvier 1970   | Militaire/PCT          |
| République populaire du Congo                   |               |                               |                  |                  |                        |
|                                                 |               | Marien Ngouabi                | 3 janvier 1970   | 3 janvier 1972   | Militaire/PCT          |
|                                                 |               | Ange Diawara                  | 3 janvier 1972   | 18 mars 1972     | Militaire              |
|                                                 |               | Marien Ngouabi                | 18 mars 1972     | 18 mars 1977     | Militaire              |
| Intérim assuré par le Comité Militaire du parti |               |                               |                  |                  |                        |
|                                                 |               | Colonel Joachim Yhombi-Opango | 18 mars 1977     | 18 mars 1977     | Militaire/PCT          |
|                                                 |               | Denis Sassou-Nguesso          | 18 mars 1977     | 19 mars 1977     | Militaire/PCT          |
|                                                 |               | Louis Sylvain-Goma            | 19 mars 1977     | 20 mars 1977     | Militaire/PCT          |
|                                                 |               | Jean-Michel Ebaka             | 20 mars 1977     | 21 mars 1977     | Militaire/PCT          |
|                                                 |               | Raymond Damase Ngollo         | 21 mars 1977     | 22 mars 1977     | Militaire/PCT          |
|                                                 |               | Martin Mbia                   | 22 mars 1977     | 23 mars 1977     | Militaire/PCT          |
|                                                 |               | Pascal Bima                   | 23 mars 1977     | 24 mars 1977     | Militaire/PCT          |
|                                                 |               | Nicolas Okongo                | 23 mars 1977     | 1 avril 1977     | Militaire/PCT          |
|                                                 |               | François Xavier Katali        | 1 avril 1977     | 2 avril 1977     | Militaire/PCT          |
|                                                 |               | Florent Ntsiba                | 2 avril 1977     | 2 avril 1977     | Militaire/PCT          |
|                                                 |               | Pierre Anga                   | 3 avril 1977     | 3 avril 1977     | Militaire/PCT          |
|                                                 |               | Joachim Yhombi-Opango         | 3 avril 1977     | 5 février 1979   | Militaire/PCT          |
|                                                 |               | Jean-Pierre Thystère-Tchicaya | 5 février 1979   | 8 février 1979   | PCT                    |
|                                                 |               | Denis Sassou-Nguesso          | 8 février 1979   | 31 août 1992     | PCT                    |
| République du Congo                             |               |                               |                  |                  |                        |
|                                                 |               | Pascal Lissouba               | 31 août 1992     | 25 octobre 1997  | UPADS                  |
|                                                 |               | Denis Sassou-Nguesso          | 25 octobre 1997  | 14 août 2002     | PCT                    |
| 14 août 2002                                    | 14 août 2009  | Denis Sassou-Nguesso          |                  |                  | PCT                    |
| 14 août 2009                                    | 16 avril 2016 | Denis Sassou-Nguesso          |                  |                  | PCT                    |
| 16 avril 2016                                   | 16 avril 2021 | Denis Sassou-Nguesso          |                  |                  | PCT                    |
| 16 avril 2021                                   | En cours      | Denis Sassou-Nguesso          |                  |                  | PCT                    |